# Carl Lauten
Carl Lauten é um diretor de televisão e professor estadunidense. Ficou conhecido por trabalhar em The Cosby Show, You Again?, ALF, The Mommies, Spin City, That's So Raven, Hope & Faith, Cory in the House e Sonny with a Chance.